# Frithiof Dahl

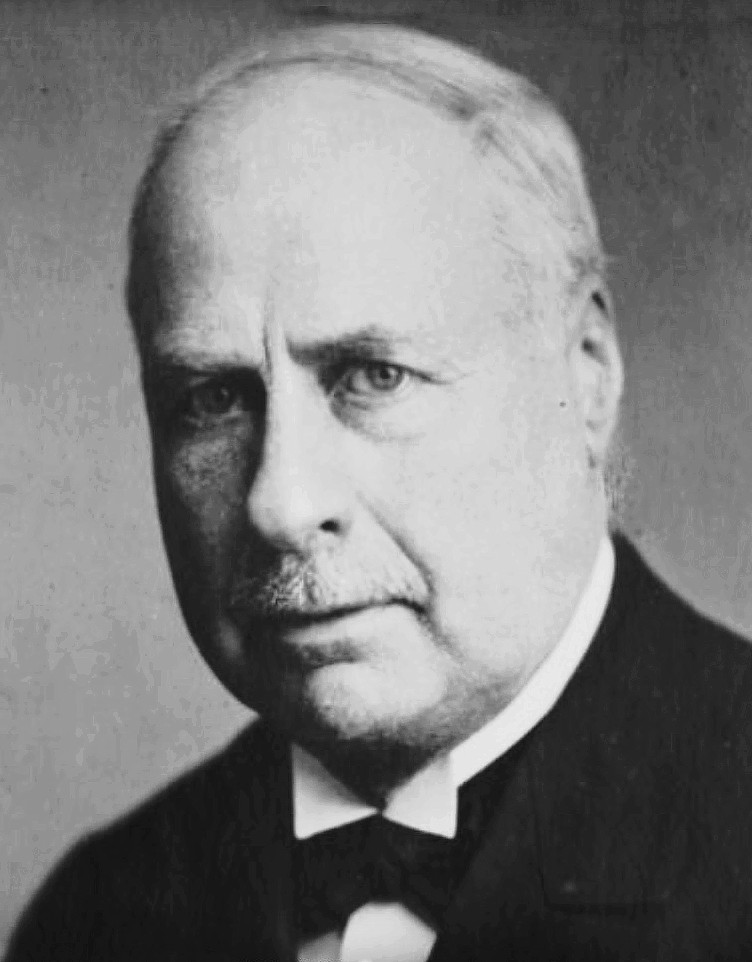
Frithiof Dahl

Carl Frithiof Dahl, född 27 juli 1869 i Ekeberga socken, Småland, död 22 augusti 1952 i Stockholm, var en svensk ingenjör och byggmästare. 

## Biografi
Dahl inflyttade till Stockholm 1871 och utexaminerades 1890 från Byggnadsyrkesskolan Bysan vid Tekniska skolan i Stockholm. Han godkändes 1897 av stadens byggnadsnämnd som byggmästare med tillstånd att uppföra byggnader i huvudstaden. Han erhöll burskap 1904 och inträdde 1905 i Murmästareämbetet där han blev murmästare nummer 202. 
Dahl praktiserade därefter en tid på arkitektkontor innan han etablerade sig som byggmästare i Stockholm. 1912–1913 hade han samarbete med arkitekt Folke Zettervall där han upprättade och signerade planritningarna för fastigheten Hornblåsaren 6 (Strandvägen 63). Den första större uppgiften blev Värtagasverket. Bland av Dahl uppförda byggnader märks framför allt Stockholms Stadshus, Kungliga Dramatiska teatern och Byströmska villan (Prins Carls Palats på Djurgården) samt PUB:s varuhus vid Hötorget och PUB:s varuhus vid Hornsgatan.
År 1906 blev han ledamot i Murmästareämbetet och 1917 invaldes han i ämbetets styrelse och blev dess kassör. 1908 blev han riddare av Vasaorden och 1923 riddare av Nordstjärneorden.

### Arbeten (urval)

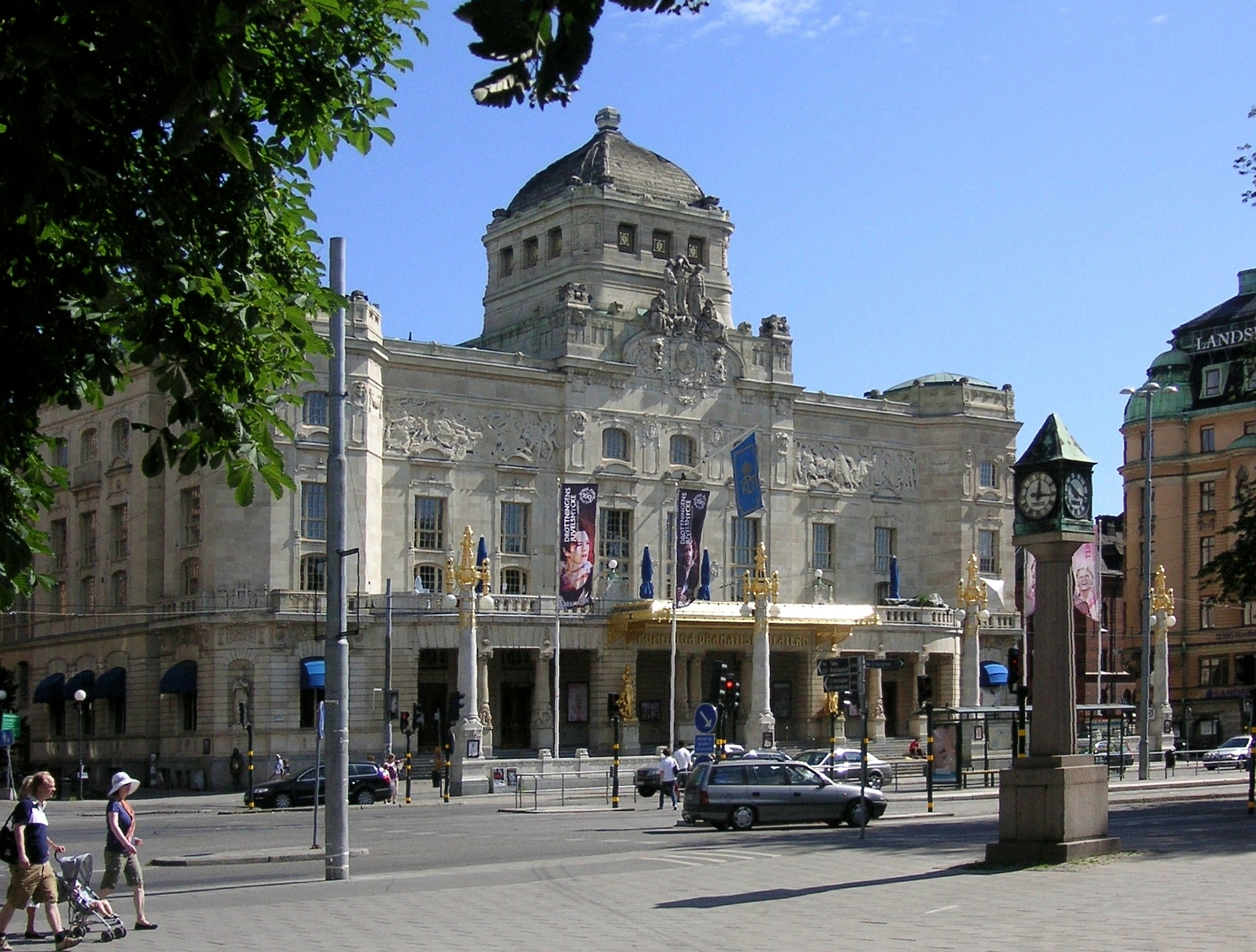
Kungliga Dramatiska Teatern.
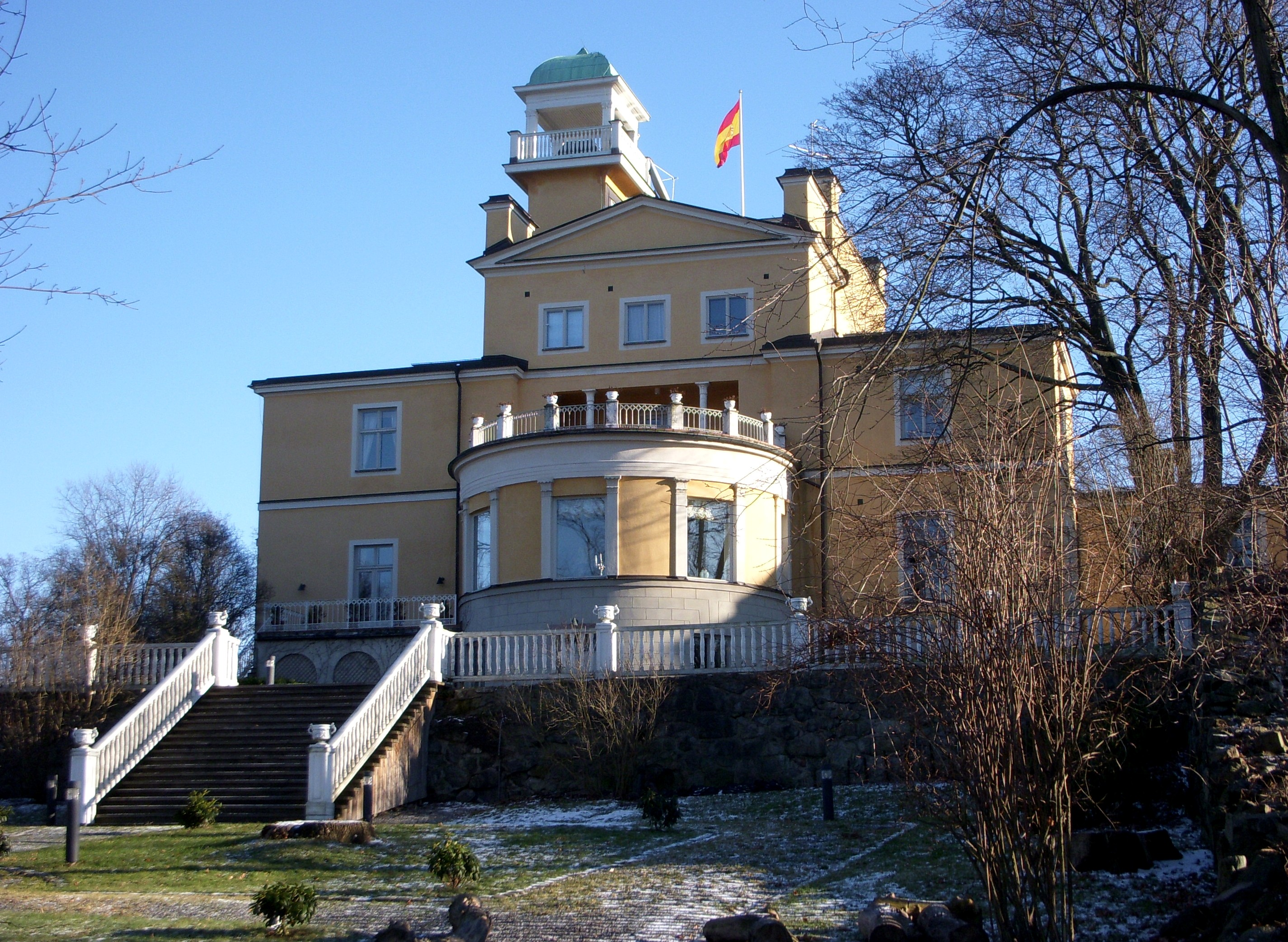
Byströms villa.
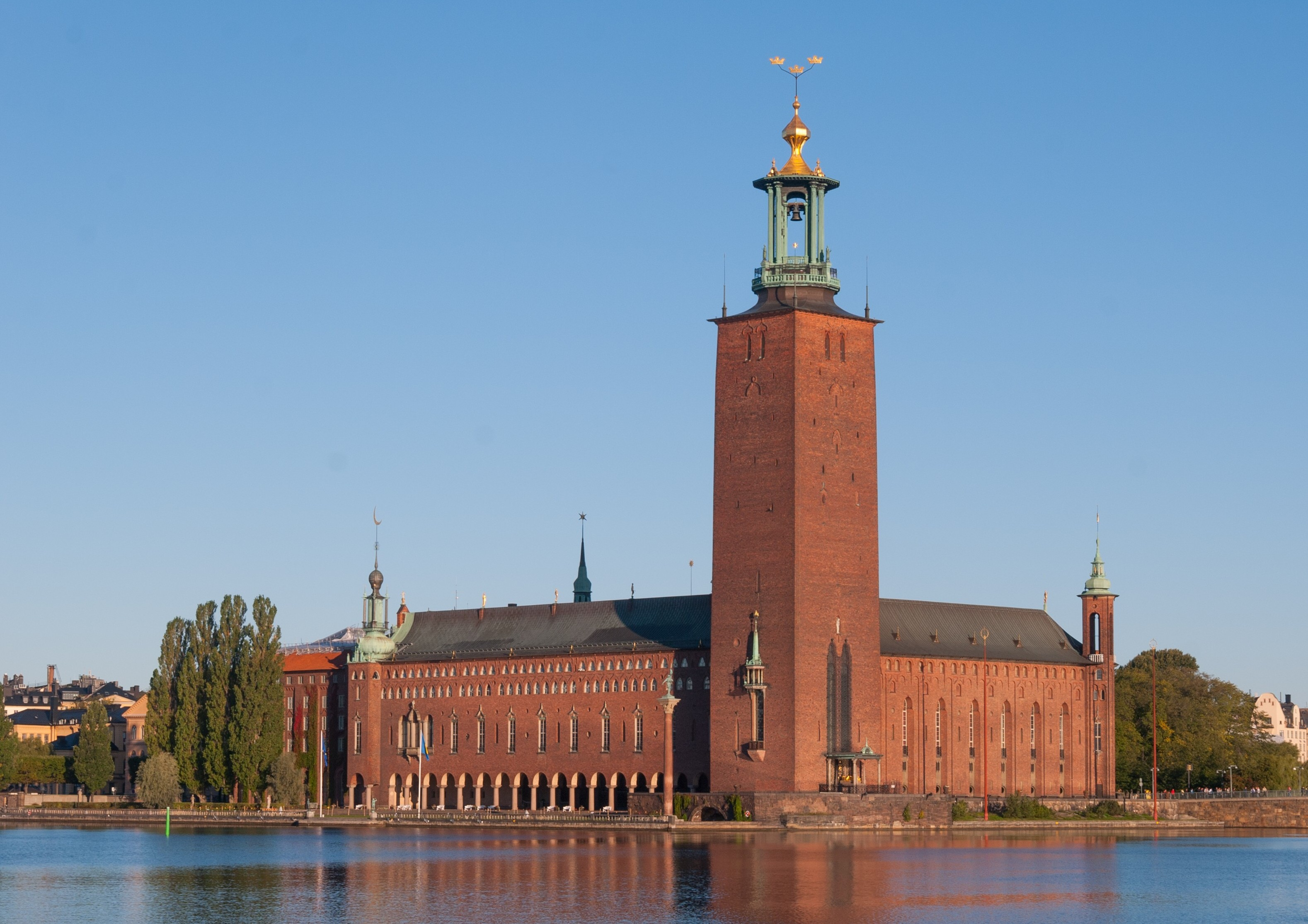
Stockholms stadshus.
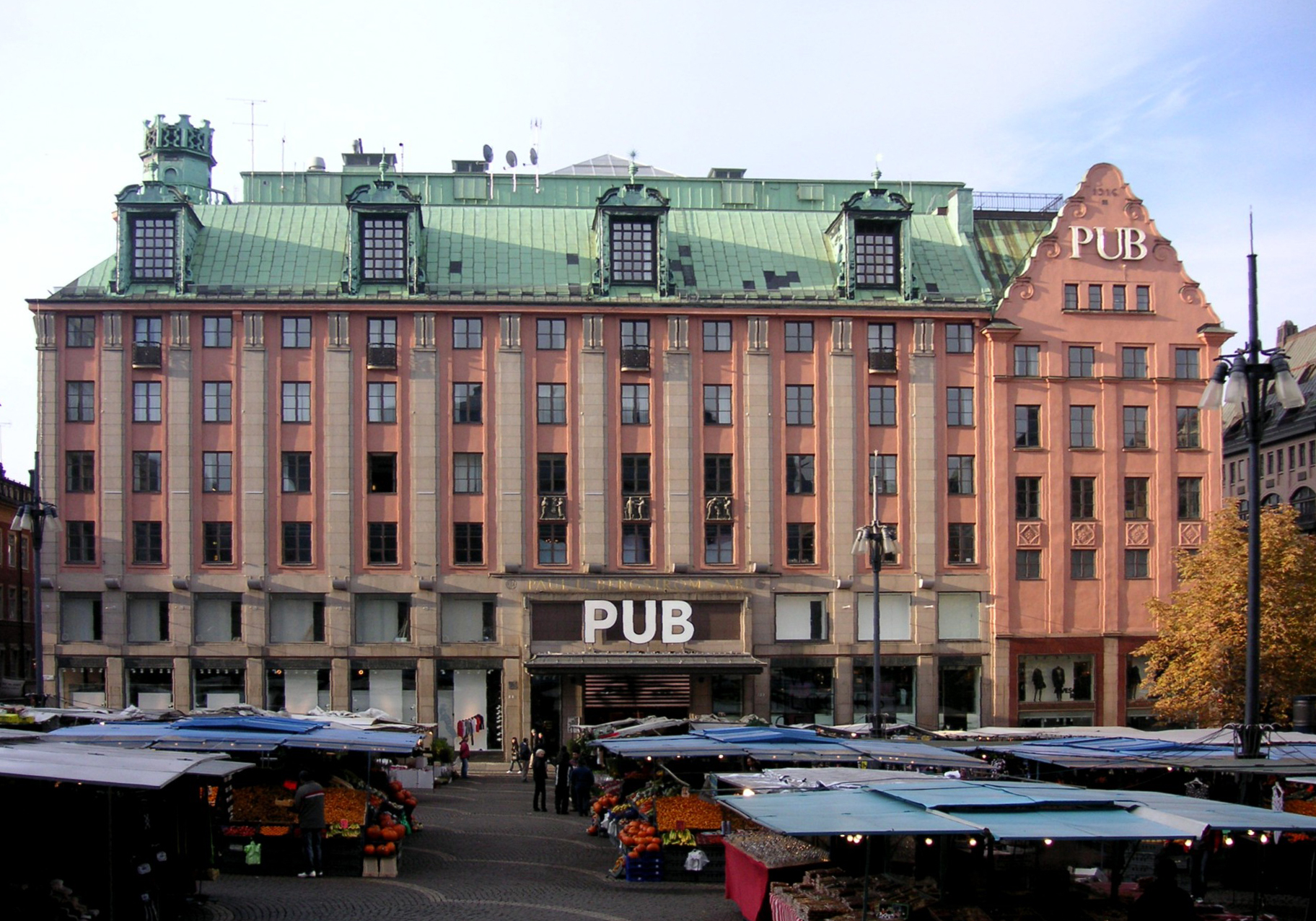
PUB:s varuhus.

## Hem och familj

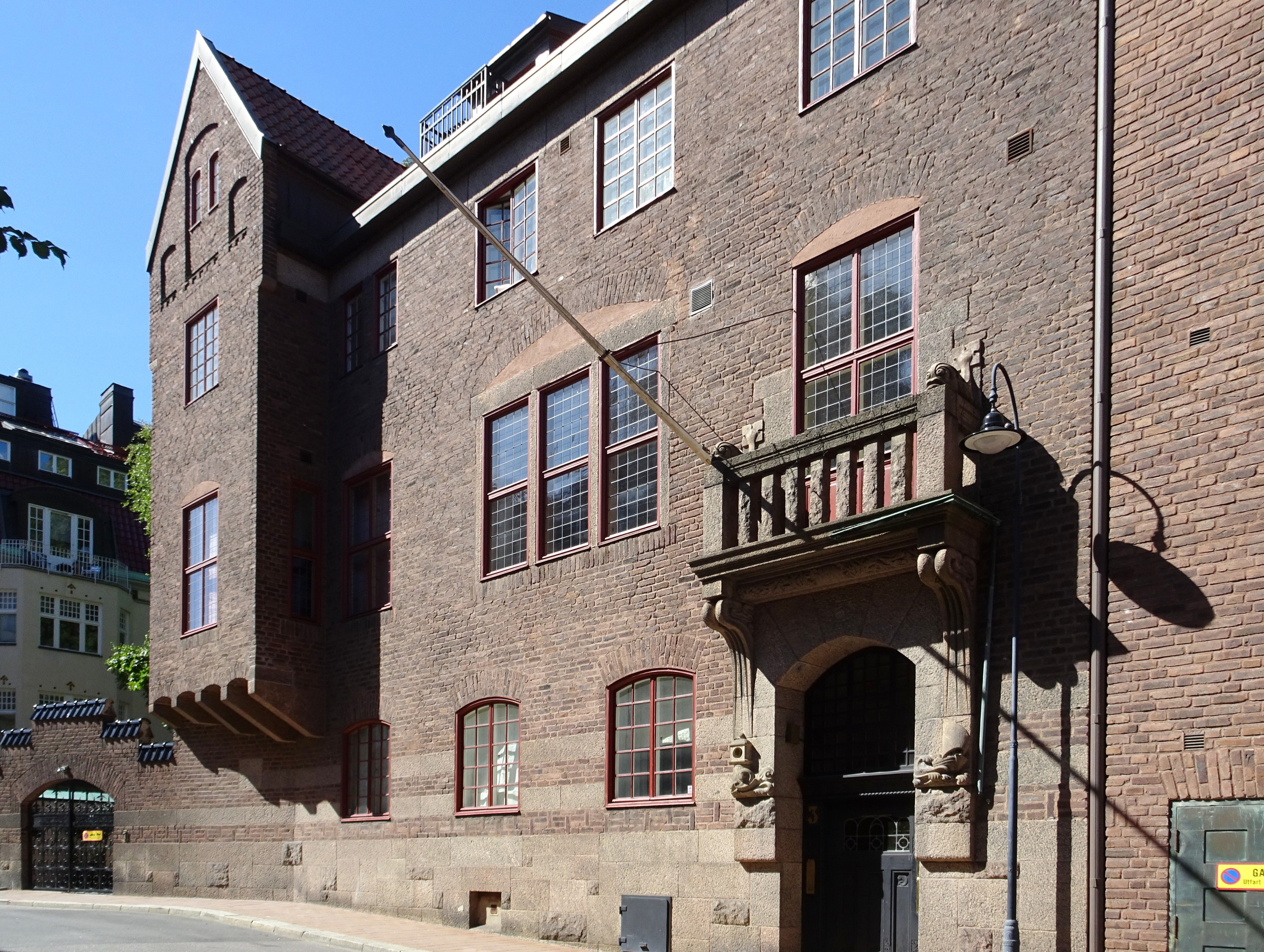
Sånglärkan 9, den egna villan vid Baldersgatan 3 i Lärkstaden.

Åren 1908 till 1909 byggde Dahl sin egen stadsvilla Sånglärkan 9 vid Baldersgatan 3 i Lärkstaden. Han anlitade arkitekt Folke Zettervall som ritade en kraftfull tegelfasad. Dahl var en känd profil inom seglarvärlden och medlem i KSSS samt en av stiftarna till Stockholms Yachtklubb. Hans intresse för segling och hav återspeglas i fasadutsmyckningarna på stadsvillan vid Baldersgatan 3. Porten flankeras av två skulpturer visande en segelbåt i ett stormande hav och ett fyrtorn bland höga vågor. På balkongräcket vilar två delfiner huggna i sten och ursprungligen fanns på gavelspetsen en vindflöjel i form av ett segelfartyg. Han var även skidlöpare, aktiv i ridsporten och en av pionjärerna i cykelsporten. 
Dahl gifte sig 1899 med Olga Pedersen. Paret fick tre barn, Ragnar (född 1903), Folke (född 1908) och Yngve (född 1914). Hustrun avled på Sophiahemmet 1945 och han själv dog 1952 och jordfästes den 29 augusti samma år i Norra krematoriet på Norra begravningsplatsen.